# 奧格萊德峰

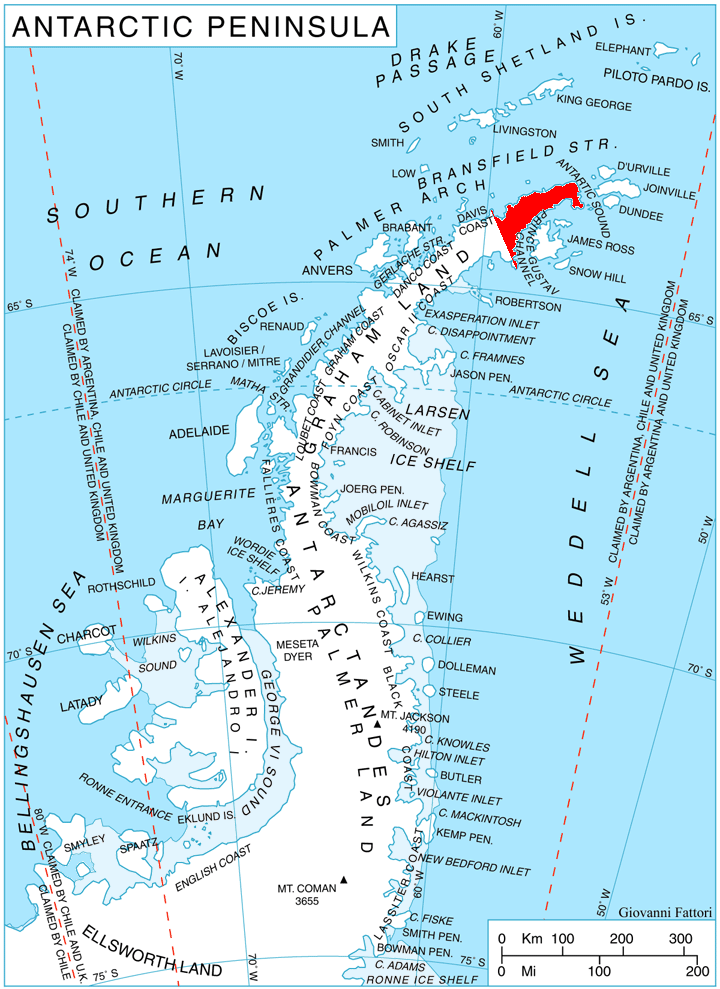

奧格萊德峰（英語：Ogled Peak）是南極洲的山峰，位於葛拉漢地的特里尼蒂半島，處於廷蒂亞瓦峰西北3.66公里和拉爾迪戈峰東北面10.76公里海拔高度700米，以保加利亞南部的鄉鎮命名。

## 外部連結
- Trinity Peninsula. Scale 1:250000 topographic map No. 5697. Institut für Angewandte Geodäsie and British Antarctic Survey, 1996.
- SCAR Composite Antarctic Gazetteer（页面存档备份，存于）.

63°30′20.5″S 58°18′18″W / 63.505694°S 58.30500°W